# Петровићи (Никшић)
Петровићи је насеље у општини Никшић у Црној Гори. Према попису из 2003. било је 162 становника (према попису из 1991. било је 314 становника).
У Петровићима је рођен писац Мирко Ковач.

## Демографија
У насељу Петровићи живи 137 пунолетних становника, а просечна старост становништва износи 43,9 година (39,7 код мушкараца и 48,1 код жена). У насељу има 57 домаћинстава, а просечан број чланова по домаћинству је 2,84.
Становништво у овом насељу веома је хетерогено, а у последња три пописа, примећен је пад у броју становника.
|  |

| Демографија | Демографија | Демографија |
| Година      | Становника  | Становника  |
| ----------- | ----------- | ----------- |
|             |             |             |
|             |             |             |
|             |             |             |
|             |             |             |
| 1948.       | 668         |             |
| 1953.       | 754         |             |
| 1961.       | 807         |             |
| 1971.       | 624         |             |
| 1981.       | 394         |             |
| 1991.       | 314         | 304         |
| 2003.       | 165         | 162         |
|             |             |             |

| Етнички састав према попису из 2003.‍ | Етнички састав према попису из 2003.‍ | Етнички састав према попису из 2003.‍ | Етнички састав према попису из 2003.‍ | Етнички састав према попису из 2003.‍ |
| ------------------------------------ | ------------------------------------ | ------------------------------------ | ------------------------------------ | ------------------------------------ |
|                                      |                                      |                                      |                                      |                                      |
| Црногорци                            | Црногорци                            |                                      | 85                                   | 52,46%                               |
| Срби                                 | Срби                                 |                                      | 48                                   | 29,62%                               |
| непознато                            | непознато                            |                                      | 17                                   | 10,49%                               |

| Година пописа     | 1948. | 1953. | 1961. | 1971. | 1981. | 1991. | 2003. |
| ----------------- | ----- | ----- | ----- | ----- | ----- | ----- | ----- |
| Број домаћинстава | 149   | 150   | 170   | 141   | 115   | 101   | 57    |

| Број чланова      | 1  | 2  | 3  | 4  | 5 | 6 | 7 | 8 | 9 | 10 и више | Просек |
| ----------------- | -- | -- | -- | -- | - | - | - | - | - | --------- | ------ |
| Број домаћинстава | 57 | 14 | 14 | 12 | 6 | 7 | 3 | 1 | 0 | 0         | 0      |

| Пол    | Укупно | Неожењен/Неудата | Ожењен/Удата | Удовац/Удовица | Разведен/Разведена | Непознато |
| ------ | ------ | ---------------- | ------------ | -------------- | ------------------ | --------- |
| Мушки  | 70     | 38               | 27           | 5              | 0                  | 0         |
| Женски | 74     | 20               | 28           | 25             | 1                  | 0         |
| УКУПНО | 144    | 58               | 55           | 30             | 1                  | 0         |

| Пол    | Укупно                    | Пољопривреда, лов и шумарство | Рибарство                            | Вађење руде и камена | Прерађивачка индустрија       |
| ------ | ------------------------- | ----------------------------- | ------------------------------------ | -------------------- | ----------------------------- |
| Мушки  | 28                        | 3                             | 0                                    | 0                    | 2                             |
| Женски | 24                        | 12                            | 0                                    | 0                    | 1                             |
| УКУПНО | 52                        | 15                            | 0                                    | 0                    | 3                             |
| Пол    | Производња и снабдевање   | Грађевинарство                | Трговина                             | Хотели и ресторани   | Саобраћај, складиштење и везе |
| Мушки  | 4                         | 1                             | 6                                    | 2                    | 0                             |
| Женски | 0                         | 0                             | 3                                    | 3                    | 1                             |
| УКУПНО | 4                         | 1                             | 9                                    | 5                    | 1                             |
| Пол    | Финансијско посредовање   | Некретнине                    | Државна управа и одбрана             | Образовање           | Здравствени и социјални рад   |
| Мушки  | 0                         | 0                             | 7                                    | 2                    | 0                             |
| Женски | 0                         | 1                             | 0                                    | 1                    | 1                             |
| УКУПНО | 0                         | 1                             | 7                                    | 3                    | 1                             |
| Пол    | Остале услужне активности | Приватна домаћинства          | Екстериторијалне организације и тела | Непознато            | Непознато                     |
| Мушки  | 0                         | 0                             | 0                                    | 1                    | 1                             |
| Женски | 0                         | 0                             | 0                                    | 1                    | 1                             |
| УКУПНО | 0                         | 0                             | 0                                    | 2                    | 2                             |